# Jonas Hector
Jonas Armin Hector (pronunciación: [ˈjoːnas ˈhɛktoːɐ̯]; Saarbrücken, 27 de mayo de 1990) es un exfutbolista alemán. Jugó toda su carrera profesional sénior en el club alemán F. C. Colonia, disputando 347 partidos con el equipo en un período de once años. También representó a la selección de Alemania de 2014 a 2019.

## Trayectoria

### Clubes
Jonas Hector nació en el pueblo Auersmacher y jugó en el S. V. Auersmacher de la quinta división hasta que se unió al Colonia II en 2010. Fue ascendido al primer equipo en 2012, cuando el club descendió a la segunda división. Hizo su debut en la liga el 2 de agosto de ese año, a los veintidós años, y esa temporada jugó veinticuatro partidos. La siguiente campaña, donde disputó treinta y tres encuentros de treinta y cuatro posibles, el Colonia ascendió de categoría.
En octubre de 2014 hizo su primer gol en la primera división en un encuentro ante el Eintracht Fránkfurt. En 2015 ganó con el 54,41% la votación en el sitio web del Colonia al mejor jugador de la temporada. El 31 de diciembre, el periódico Express lo nombró mejor jugador del equipo y agregó que era el «Sr. Confiable» de Peter Stöger. En febrero de 2016, en un partido contra Hamburgo S.V., capitaneó al equipo por primera vez. En la temporada 2017-18, sufrió una ruptura del ligamento de la sindesmosis que lo mantuvo cuatro meses inactivo. En abril de 2018 renovó su contrato con por cinco años a pesar de que este había descendido a la segunda división y que clubes como Bayern de Múnich, Borussia Dortmund, Liverpool y Juventus de Turín estaban interesados en ficharlo. El 29 de octubre de 2019 marcó su primer gol por copa nacional, en una derrota ante el F. C. Saarbrücken por la segunda ronda.

### Selección nacional
En noviembre de 2014, Hector fue convocado por primera vez con la selección alemana para disputar los partidos ante Gibraltar, por la clasificación europea, y Georgia. Realizó su debut el 14 de noviembre ante Gibraltar en Núremberg, en un encuentro en el que sustituyó a Erik Durm. El 31 de mayo, Joachim Löw lo incluyó en su lista de los veintitrés jugadores a disputar la Eurocopa 2016, que se realizó en Francia. En los cuartos de final, marcó el tiro definitorio en la tanda de penales ante Italia. Fue seleccionado entre los futbolistas que jugarían la Copa Confederaciones, donde integraron el grupo B junto con Australia, Camerún y Chile. Ganaron el torneo tras derrotar a Chile en la final. El 4 de junio de 2018, fue incluido en la lista de veintitrés jugadores a disputar la Copa del Mundo, donde fueron eliminados en fase de grupos.

#### Participaciones en Copas del Mundo
| Mundial                        | Sede  | Resultado      |
| ------------------------------ | ----- | -------------- |
| Copa Mundial de Fútbol de 2018 | Rusia | Fase de grupos |

#### Participaciones en Eurocopas
| Torneo        | Sede    | Resultado   |
| ------------- | ------- | ----------- |
| Eurocopa 2016 | Francia | Semifinales |

#### Participaciones en Copa Confederaciones
| Torneo                    | Sede  | Resultado |
| ------------------------- | ----- | --------- |
| Copa Confederaciones 2017 | Rusia | Campeón   |

## Estadísticas

### Clubes
La siguiente tabla detalla los encuentros disputados y los goles marcados por Hector en los clubes en los que militó.
| Club                         | Div.          | Temporada     | Liga  | Liga  | Copas nacionales | Copas nacionales | Copas internacionales | Copas internacionales | Total | Total |
| Club                         | Div.          | Temporada     | Part. | Goles | Part.            | Goles            | Part.                 | Goles                 | Part. | Goles |
| ---------------------------- | ------------- | ------------- | ----- | ----- | ---------------- | ---------------- | --------------------- | --------------------- | ----- | ----- |
| S. V. Auersmacher · Alemania | 5.ª           | 2009-10       | 34    | 9     | ―                | ―                | ―                     | ―                     | 34    | 9     |
| S. V. Auersmacher · Alemania | Total club    | Total club    | 34    | 9     | 0                | 0                | 0                     | 0                     | 34    | 9     |
| F. C. Colonia II · Alemania  | 4.ª           | 2010-11       | 31    | 5     | ―                | ―                | ―                     | ―                     | 31    | 5     |
| F. C. Colonia II · Alemania  | 4.ª           | 2011-12       | 30    | 0     | ―                | ―                | ―                     | ―                     | 30    | 0     |
| F. C. Colonia II · Alemania  | 4.ª           | 2012-13       | 2     | 0     | ―                | ―                | ―                     | ―                     | 2     | 0     |
| F. C. Colonia II · Alemania  | Total club    | Total club    | 63    | 5     | 0                | 0                | 0                     | 0                     | 63    | 5     |
| F. C. Colonia · Alemania     | 2.ª           | 2012-13       | 24    | 0     | 2                | 0                | ―                     | ―                     | 26    | 0     |
| F. C. Colonia · Alemania     | 2.ª           | 2013-14       | 33    | 2     | 3                | 0                | ―                     | ―                     | 36    | 2     |
| F. C. Colonia · Alemania     | 1.ª           | 2014-15       | 33    | 2     | 3                | 0                | ―                     | ―                     | 36    | 2     |
| F. C. Colonia · Alemania     | 1.ª           | 2015-16       | 32    | 0     | 2                | 0                | ―                     | ―                     | 34    | 0     |
| F. C. Colonia · Alemania     | 1.ª           | 2016-17       | 33    | 1     | 3                | 0                | ―                     | ―                     | 36    | 1     |
| F. C. Colonia · Alemania     | 1.ª           | 2017-18       | 20    | 2     | 1                | 0                | 1                     | 0                     | 22    | 2     |
| F. C. Colonia · Alemania     | 2.ª           | 2018-19       | 29    | 6     | 2                | 0                | ―                     | ―                     | 31    | 6     |
| F. C. Colonia · Alemania     | 1.ª           | 2019-20       | 29    | 4     | 2                | 1                | ―                     | ―                     | 31    | 5     |
| F. C. Colonia · Alemania     | 1.ª           | 2020-21       | 21    | 4     | 2                | 1                | ―                     | ―                     | 23    | 5     |
| F. C. Colonia · Alemania     | 1.ª           | 2021-22       | 30    | 0     | 3                | 0                | ―                     | ―                     | 33    | 0     |
| F. C. Colonia · Alemania     | 1.ª           | 2022-23       | 32    | 0     | 1                | 0                | 6                     | 0                     | 39    | 0     |
| F. C. Colonia · Alemania     | Total club    | Total club    | 316   | 21    | 24               | 2                | 7                     | 0                     | 347   | 23    |
| Total carrera                | Total carrera | Total carrera | 413   | 35    | 24               | 2                | 7                     | 0                     | 444   | 37    |
| 1. 2.                        |               |               |       |       |                  |                  |                       |                       |       |       |

### Selección nacional
La siguiente tabla detalla los encuentros disputados y los goles marcados por Hector con la selección alemana.
| Alemania | 2014  | 0  | 0 | 0 | 1  | 0 | 0 | - | - | - | - | - | - | 1  | 0 | 0  |
| Alemania | 2015  | 3  | 0 | 0 | 6  | 0 | 2 | - | - | - | - | - | - | 9  | 0 | 2  |
| Alemania | 2016  | 5  | 1 | 1 | 4  | 2 | 1 | 6 | 0 | 1 | - | - | - | 15 | 3 | 3  |
| Alemania | 2017  | 2  | 0 | 0 | 4  | 0 | 3 | - | - | - | 4 | 0 | 2 | 10 | 0 | 5  |
| Alemania | 2018  | 4  | 0 | 0 | 1  | 0 | 0 | - | - | - | 2 | 0 | 0 | 7  | 0 | 0  |
| Alemania | 2019  | 0  | 0 | 0 | 1  | 0 | 2 | - | - | - | - | - | - | 1  | 0 | 2  |
| Total    | Total | 14 | 1 | 1 | 17 | 2 | 8 | 6 | 0 | 1 | 6 | 0 | 2 | 43 | 3 | 12 |
| 1. 2.    |       |    |   |   |    |   |   |   |   |   |   |   |   |    |   |    |

### Resumen estadístico
| Competición           | Partidos | Goles | Asistencias | Promedio |
| --------------------- | -------- | ----- | ----------- | -------- |
| Liga                  | 315      | 28    | 46          | 0,09     |
| Copas nacionales      | 18       | 1     | 0           | 0,05     |
| Copas internacionales | 1        | 0     | 0           | 0,00     |
| Selección de Alemania | 43       | 3     | 12          | 0,07     |
| Total                 | 377      | 32    | 58          | 0,08     |

## Palmarés

### Campeonatos internacionales
| Título        | Club          | País     | Año     |
| ------------- | ------------- | -------- | ------- |
| 2. Bundesliga | F. C. Colonia | Alemania | 2013-14 |

| Título               | Equipo (*)            | País  | Año  |
| -------------------- | --------------------- | ----- | ---- |
| Copa Confederaciones | Selección de Alemania | Rusia | 2017 |

(*) Incluyendo la selección.

### Distinciones individuales
| Distinción                                                    | Año     |
| ------------------------------------------------------------- | ------- |
| Mejor jugador de la temporada del 1. FC Colonia.              | 2014-15 |
| Mejor jugador de la temporada del 1. FC Colonia para Express. | 2014-15 |
| Mejor jugador de diciembre del 1. FC Colonia.                 | 2015    |
| Autor del gol de mayo de la Bundesliga.                       | 2018    |